# Томаж Пандур
Томаж Пандур (Марибор, 19. фебруар 1963 - Скопје, 12. април 2016) био је словеначки позоришни редитељ.

## Биографиja
Позориштом се почео бавити као ученик Прве гимназије у родном Марибору, где је основао аматерску групу Тесписов воз – Ново словенско гледалишче. Студирао је на љубљанском АГФТ-у где је дипломирао 1989. године.
Године 1988. је режирао представу Шехерезада која је изазвала овације публике. Након ње је следио низ представа како у родном Марибору, где је неко време био директор локалног театра, тако и у иностранству.
Оснивач је редитељ позоришне трупе Pandur Theaters.
Бавио се и фотографијом.
Живео је и радио у Њујорку, Берлину и Mадриду.
Преминуо је од срчаног удара приликом извођења пробе за представу Краљ Лир у Скопју.

## Награде
- Одликован је шпанским Орденом реда Изабеле IIhttp://www.pandurtheaters.com/#!/tomaz-pandur
- Додељена му је награда МЕСС-а у Сарајеву.
- Награда Град театра
- Награда Бојан Ступица

## Одабрана театрографија
- Хазарски речник, Атеље 212, 2002.[5][6]
- Шехерезада[7]
- Фауст, Југословенско драмско позориште[8]
- Хамлет[7]
- Медеја[7]
- Тесла електрик компанија[7]
- Руска мисија
- 100 минута
- Инферно
- Калигула
- Сумрак Богова
- Рат и мир
- Микеналанђело
- Symphony of Sorrowful Songs